# 瑪麗歐娜·卡爾登泰
瑪麗亞·法蘭西絲卡·卡爾登泰·奧利弗（西班牙語：María Francesca Caldentey Oliver，1996年3月19日—），通稱瑪麗歐娜·卡爾登泰（Mariona Caldentey），是西班牙職業女子足球運動員，司職前鋒，現效力英女超球隊兵工廠女子足球俱樂部和西班牙國家女子足球隊，並擔任國家隊的第三隊長。
卡爾登泰於2023年參加國際足協女子世界盃並獲得冠軍，並入選IFFHS歐洲年度最佳女子陣容。2024年，她在歐洲女子國家聯賽決賽圈打入致勝球幫助隊伍拔得頭籌，奪下首屆歐洲女子國家聯賽冠軍寶座。卡爾登泰過去長期效力於女子西甲球隊巴塞隆納，在10個賽季中累計303次出場、115顆進球（隊史第五高）。2024年，她以自由球員身份轉會至兵工廠。

## 外部連結
- 瑪麗歐娜·卡爾登泰－UEFA國際賽競賽紀錄
- 瑪麗歐娜·卡爾登泰 （页面存档备份，存于）在巴塞隆納女子足球俱樂部的個人檔案
- 瑪麗歐娜·卡爾登泰 （页面存档备份，存于）在巴塞隆納女子足球俱樂部的生涯數據
- 瑪麗歐娜·卡爾登泰 （页面存档备份，存于）在BDFutbol
- 瑪麗歐娜·卡爾登泰在ESPN FC中的档案
- Soccerway資料庫：瑪麗歐娜·卡爾登泰
- 瑪麗歐娜·卡爾登泰 （页面存档备份，存于）在Txapeldunak.com （西班牙語）
- 瑪麗歐娜·卡爾登泰的X（前Twitter）